# اس‌ام یو-۱۶ (آلمان)
اس‌ام یو-۱۶ (آلمان) (به انگلیسی: SM U-16 (Germany)) یک زیردریایی بود که طول آن ۵۷٫۸ متر (۱۸۹ فوت ۸ اینچ) بود. این زیردریایی در سال ۱۹۱۱ ساخته شد.